# الموتى (قصة قصيرة)
الموتى (بالإنجليزية: The Dead)‏ قصة قصيرة من تأليف الكاتب الأيرلندي جيمس جويس. نُشِرت القصة للمرة الأولى في عام 1914 مُضمَّنة في مجموعة جويس القصصية «ناس من دبلن» (Dubliners)، وهي آخر قصة في المجموعة، وهي أيضاً أطولها بمجموع 15952 كلمةٍ. حصدت القصة آراء وتقييمات إيجابية منذ نشرها وحتى الزمن المعاصر، وصفها دان باري في مقال له على صحيفة «ذا نيويورك تايمز» (The New York Times) أنَّها «رُبَّما أفضل قصة قصيرة كُتِبَت باللغة الإنجليزية»، وعدَّها ت. س. إليوت واحدةً من أعظم القصص القصيرة على الإطلاق، واعتبرها الناقد الأمريكي والمختص بالأدب الأيرلندي ريتشارد إيلمان «محورية» بين أعمال جايمس جويس. تمَّ تحويل القصة إلى مسرحية من فصل واحد في 1967 تحمل العنوان ذاته من قبل الكاتب المسرحي الأيرلندي هيو ليونارد. كما أُنتِج فيلم سينمائي بإخراج جون هيوستن في 1987 مبني على القصة. وفي 1999 تم تحويلها إلى مسرحية موسيقية من قبل ريتشارد نيلسون وشون دايفي.